# Crimen en la calle Marszałkowska 111 en Varsovia

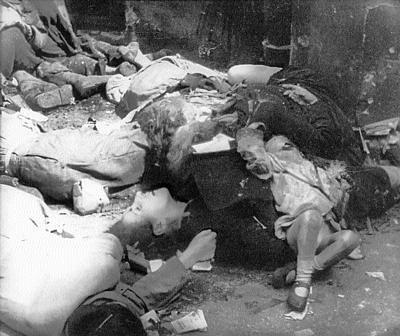
Un fotograma de la crónica de una película insurgente que muestra a las víctimas de la ejecución en la calle Marszałkowska 111.

Crimen en la calle Marszałkowska 111 en Varsovia fue el crimen cometido por los alemanes durante el Levantamiento de Varsovia contra la población civil del Śródmieście Norte de Varsovia. El 3 de agosto de 1944, al lado de la taberna Pod Światełkami (en español: Bajo las Luces), la tripulación de un automóvil blindado alemán disparó contra unos 30-44 civiles polacos, residentes de casas de vecindad en la calle Marszałkowska 109, 111, 113.

## Trayectoria de la masacre
Durante los primeros días de agosto de 1944, el tramo de la calle Marszałkowska cerrada con las calles Chmielna y Złota no fue dominada por grandes luchas insurgentes. El 3 de agosto, alrededor de las 11:00 de la mañana, apareció allí un automóvil blindado alemán, que pasaba por la calle Marszałkowska en dirección norte disparando contra las casas circundantes. El vehículo se detuvo frente al edificio número 113, donde dejó un pequeño grupo de soldados. Entraron en el patio de la casa de vecindad y luego se dirigieron al área de la casa vecina número 111. Según Piotr Grzywacz, habitante de esa casa, la unidad estaba formada por un alemán y ocho ucranianos vestidos con uniformes de las SS. En el informe del comandante de Obszar Warszawski AK (en español: la Zona de Varsovia del Ejército Nacional), el general Albin Skroczyński, seudónimo Łaszcz, se mencionan seis soldados, en su mayoría ucranianos (informe de situación nº 5 sobre la represión alemana contra la población civil en la zona de Aleje Jerozolimskie, 4 de agosto de 1944).
Los soldados de las SS ordenaron a los habitantes ir al patio inmediatamente (la orden fue emitida en alemán, polaco y ruso). Unas 40 personas obedecieron el llamamiento. Los soldados reunieron a todos delante de la taberna Pod Światełkami y les dispararon allí con ametralladoras. No está del todo claro cuántos civiles fueron víctimas de esta ejecución. En el informe de Łaszcz se hacía referencia a 20-30 personas asesinadas. Según Piotr Grzywacz, hubo 37 víctimas. En cambio, Maja Motyl y Stanisław Rutkowski, autores del estudio Powstanie Warszawskie – rejestr miejsc i faktów zbrodni (en español: El Levantamiento de Varsovia: el registro de lugares y hechos del crimen), que hubo 44 muertos. Las víctimas de la masacre eran residentes de las casas en la calle Marszałkowska número 109, 111, 113. Entre los asesinados había mujeres y niños.

## Epílogo
Después del crimen, la subunidad alemana intentó abandonar la casa de vecindad, pero se lo impidió el bombardeo insurgente proveniente del edificio del hotel Metropol (la calle Marszałkowska, esquina de la calle Złota). Los alemanes se quedaron en la casa durante el día siguiente. El 4 de agosto, una sección de asalto de la unidad de Estado Mayor de la Zona de Varsovia del Ejército Nacional, cuyos soldados tomaron dos ucranianos como prisioneros y el resto de los hombres de las SS liquidados durante la batalla. Los prisioneros de guerra confesaron haber cometido el asesinato de civiles, alegando que seguían las órdenes de su comandante, un alemán. Después del interrogatorio, ambos fueron fusilados.

## Comentarios
1. ↑  Este edificio, que no existe actualmente, estaba situado aproximadamente en el cruce de las calles Marszałkowska y Chmielna, en el área de la actual Plaza del Desfile.
2. ↑  Los colaboradores de las formaciones voluntarias orientales que pacificaron Varsovia fueron descritos colectivamente por los habitantes de la capital como ucranianos o calmucos, y estos términos aparecen más a menudo en el mensaje de las memorias. Esto se debió en gran medida a la impresión de que había evocado información sobre crímenes cometidos por nacionalistas ucranianos en Kresy Wschodnie (en español: Tierras fronterizas del este). En realidad, las densas tropas ucranianas no participaron mucho en las luchas del levantamiento. Por lo tanto, es difícil determinar de qué nacionalidad fueron descritos estos colaboradores. En este caso, podrían haber sido ucranianos de las unidades auxiliares de las SS situadas en la avenida Szucha. Véase: Ludność cywilna w powstaniu warszawskim tom II Archiwalia, op.cit., s. 46-47.
3. ↑  El testigo Piotr Grzywacz afirmó que dos insurgentes murieron en la batalla, pero en el informe de Łaszcz no hay ni una sola palabra al respecto.